# Godola Garre
Godola Garre est une localité du Cameroun située dans l'arrondissement de Meri, le département du Diamaré et la région de l’Extrême-Nord. Elle fait partie du canton de Godola.

## Population
En 1974, la localité comptait 438 habitants, des Peuls. À cette date, elle était dotée d'un centre de santé élémentaire, d'une école publique à cycle complet et d'un poste agricole. Un marché hebdomadaire s'y tenait le jeudi, un autre le samedi.
Lors du recensement de 2005, on y a dénombré 1 278 personnes.